# 祝千·洛藏久美丹贝嘉措
祝千·洛藏久美丹贝嘉措（1933年7月—2003年1月）藏族，甘肃省天祝藏族自治县人，第十三世祝千活佛。

## 生平
1933年7月，出生在今甘肃省天祝藏族自治县打柴沟镇石板沟上阴山队的一个藏族牧民家庭，父亲名叫马昂秀，母亲名叫才塔吉。1938年，在青海塔尔寺由九世班禅亲自卜算认定为第十二世祝千活佛洛藏年智丹增嘉措的转世灵童，1938年10月被迎请至祝贡寺坐床。入祝贡寺坐床后，请来青海化隆县特杂寺的格西鲁更排（鲁桑地方人）担任其经师，在鲁更排前受戒并学习佛经，直至1954年初。中华人民共和国成立初期，祝贡寺有活佛1人，即洛藏久美丹贝嘉措。
1954年6月至1955年，在青海塔尔寺学经。由于他学习出众，于1956年后半年出任塔尔寺曼巴扎仓（医学院）的法台。1958年11月至1973年10月，因受极左的反封建运动影响，被捕入狱，在青海省化隆县甘都农场劳动改造。1973年11月至1979年6月，释放后在青海省化隆县甘都农场就业当工人。当时他已经还俗。
中共十一届三中全会后，他转回原籍天祝。1980年，经天祝县文化教育局正式考试，被录用为国家正式干部，从事教育工作。1980年8月至1982年8月，先后在黑马圈河小学、天祝民族师范任教员。1982年9月至1992年，在天祝县藏医院担任副院长。1992年7月至2003年1月，退休后在家休养，并主持祝贡寺的宗教事务，还来往内蒙古准格尔召，帮助准格尔召开展宗教活动、参与寺院管理、维修寺院。
他为甘肃祝贡寺、内蒙古准格尔召落实宗教政策，寺院恢复开放及新建，购置法物并安放开光，正常开展宗教活动而多方奔走。1982年，当选天祝县政协第四届委员、常委。1983年，当选甘肃省第六届人民代表大会代表。1987年，当选甘肃省政协委员，还担任天祝县佛教协会副会长。后来，还担任内蒙古鄂尔多斯市佛教协会副会长等职务。
2003年1月（阴历腊月二十五），在甘肃省天祝藏族自治县祝贡寺圆寂。